# Vanth

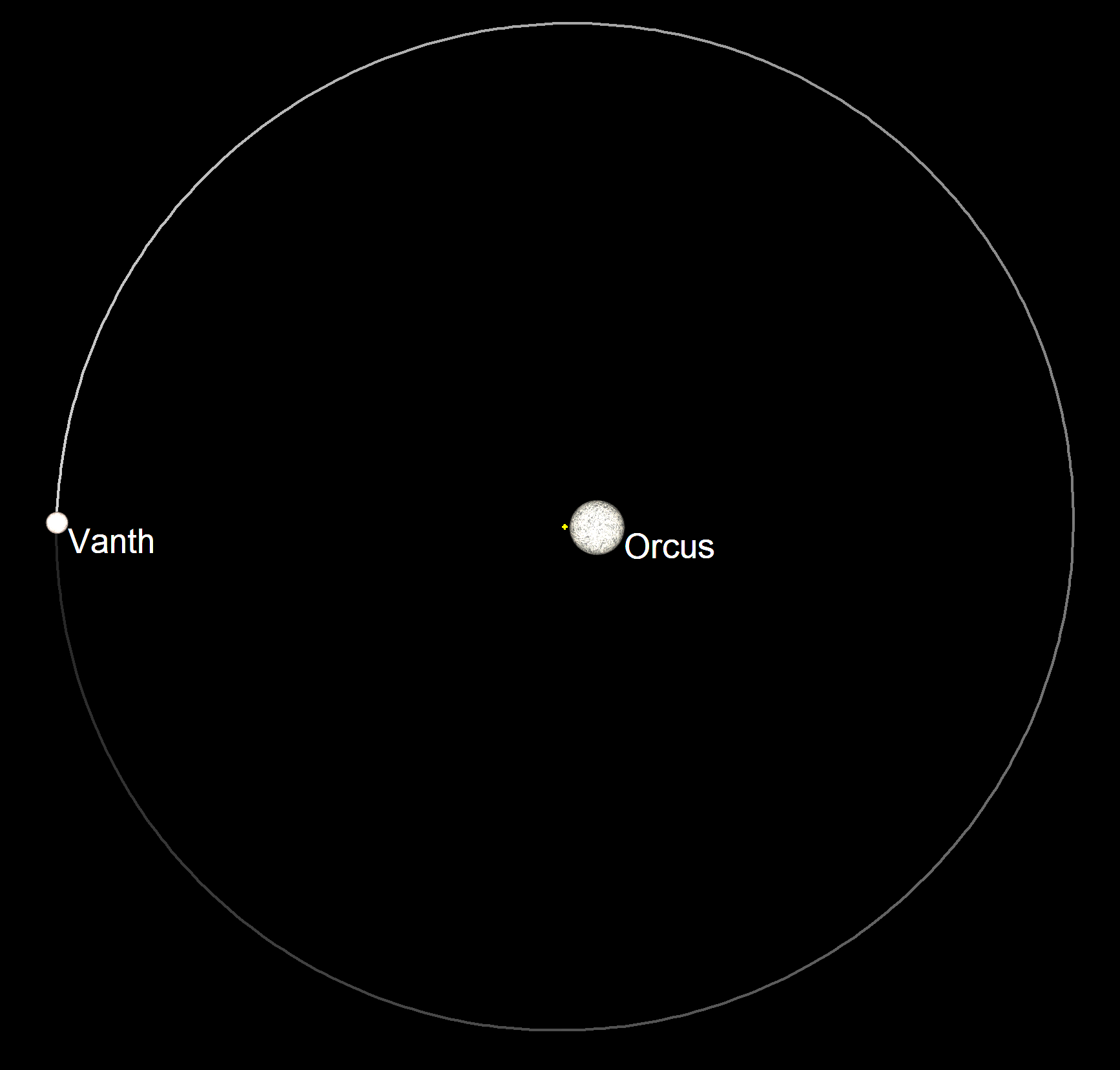
Quỹ đạo của Vanth quanh Orcus.

Vanth là vệ tinh tự nhiên duy nhất của Orcus, một thiên thể bên ngoài Sao Hải Vương ở vành đai Kuiper.

## Khám phá
Vanth được khám phá bởi Mike Brown vào ngày 13 tháng 11 năm 2005 bởi những hình ảnh được chụp từ Kính viễn vọng không gian Hubble. Sự khám phá được thông báo vào ngày 22 tháng 2 năm 2007. Tên khoa học đầy đủ của nó là (90482) Orcus I Vanth.

### Đặt tên
Vệ tinh này được đặt theo tên của Vanth, một nhân vật trong thần thoại Hy Lạp.

## Đặc điểm vật lý và quỹ đạo
Vanth có độ lệch tâm quỹ đạo quanh Orcus là 0.007 và có thời kỳ quỹ đạo là 9.54 ngày. Nó chỉ có quỹ đạo cách 9.030 km từ Orcus. Mike Brown nghi ngờ rằng giống như hệ Sao Diêm Vương-Charon, Orcus và Vanth cũng ở trong tình trạng khoá thủy triều. Nó có thể là một vật thể vành đai Kuiper bị đánh cắp. Đường kính của nó là khoảng 220 km, tương đối lớn so với chính Orcus. Nó được khám phá ở khoảng cách 0.25 arcsec so với hành tinh chủ.

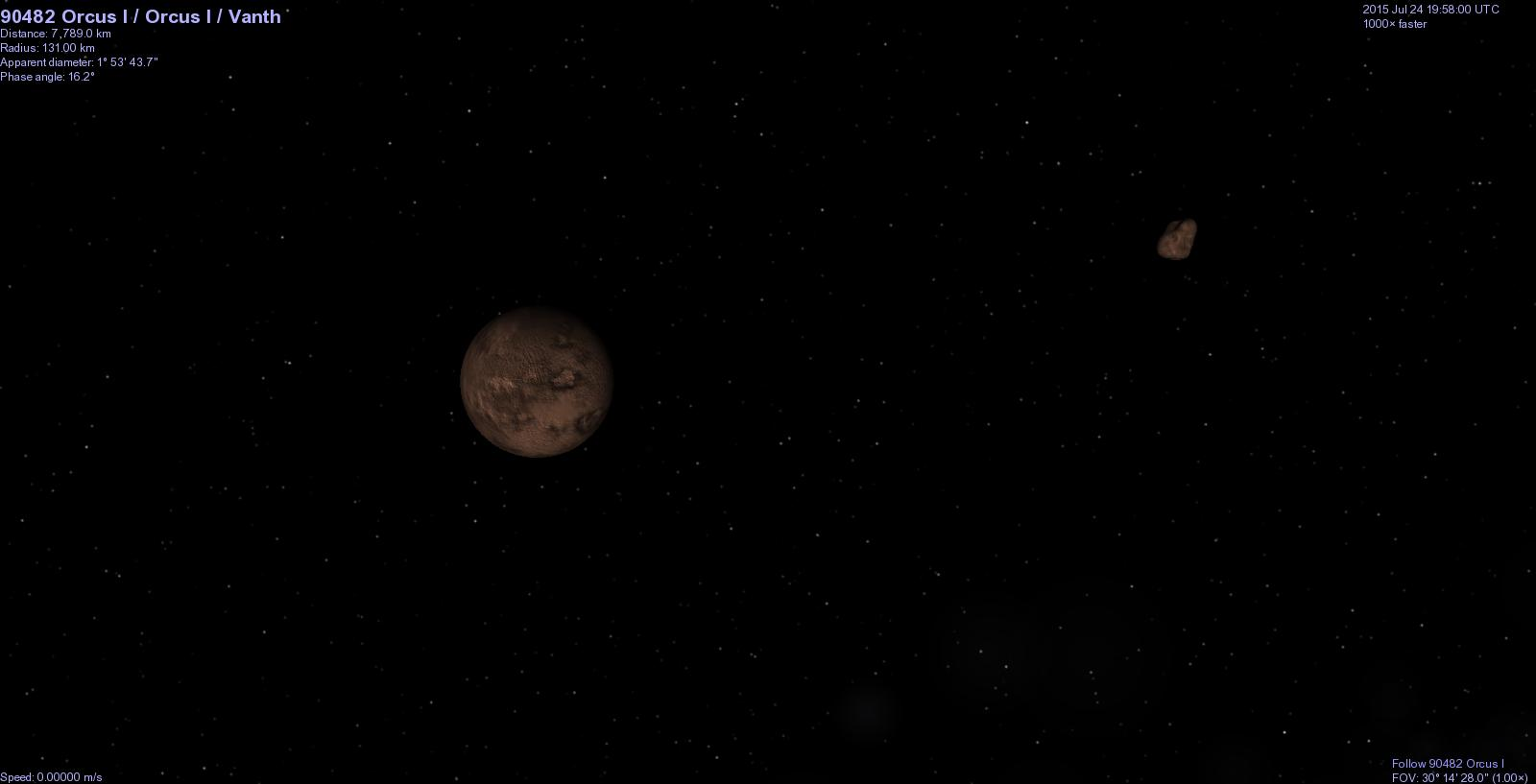
Vanth (bên phải) và Orcus (bên trái).